# IGG Inc.
IGG Inc. (I Got Games, trước đây còn được gọi là Internet Gaming Gate) là một nhà phát triển trò chơi điện tử và nhà phát hành tại Trung Quốc. Được thành lập năm 2006 tại Phúc Châu, Phúc Kiến, Trung Quốc. IGG hiện có trụ sở chính tại Singapore, có tên là "IGG Singapore Pte. Ltd."  (trước đây là "Sky Union Pte. Ltd."), từ năm 2009 và có chi nhánh tại Trung Quốc, Hoa Kỳ, Canada, Nhật Bản, Hàn Quốc, Belarus, Thái Lan, Philippines và Hồng Kông.
IGG được biết đến nhiều nhất nhờ sự phát triển của trò chơi di động như Lords Mobile, Castle Clash, Clash of Lords và trước đây đã xuất bản nhiều trò chơi trò chơi trực tuyến nhiều người chơi ở Bắc Mỹ.  IGG đã được App Annie liệt kê là một trong "52 nhà xuất bản hàng đầu" trong bảy năm liên tiếp.
"Lords Mobile" ra mắt vào năm 2016, là trò chơi đa nền tảng, đa ngôn ngữ, thời gian thực đầu tiên của IGG được ra mắt trên toàn cầu. Tính đến ngày 30 tháng 6 năm 2020, nó có khoảng 320 triệu người dùng đã đăng ký trên toàn thế giới. Theo App Annie, "Lords Mobile" đã thống trị bảng xếp hạng toàn cầu với tư cách là game chiến thuật chiến tranh di động có doanh thu cao nhất trong hai năm liên tiếp kể từ khi ra mắt.

## Mô hình
IGG chủ yếu tập trung vào nghiên cứu và phát triển trò chơi điện tử và phần mềm, nhưng cũng không giới hạn ở các chức năng kinh doanh khác như vận hành, quảng cáo sản phẩm và thương mại điện tử. Trò chơi di động cho đến nay là sản phẩm lớn nhất của IGG, bao gồm Lords Mobile. MMORPG bao gồm GodsWar Online, Voyage Century Online, Wonderland Online, Tales of Pirates, Myth War Online. IGG cũng đã phát triển nhiều nền tảng phát trực tuyến như WeGamers và Pocketlive.
Vào ngày 18 tháng 10 năm 2013 IGG được niêm yết trên Sở giao dịch chứng khoán Hồng Kông, sau đó là sự chuyển giao chính thức vào ngày 7 tháng 7 năm 2015 từ vị trí trên bảng Thị trường doanh nghiệp tăng trưởng (GEM) sang bảng chính với số cổ phiếu hiện tại là 799.HK.
Vào tháng 1 năm 2016, IGG đã được bình chọn là "Các công ty niêm yết HKEx triển vọng nhất" trong Giải thưởng Nhà vô địch Tài chính Thường niên của Trung Quốc lần thứ 13.  Trong cuộc bình chọn Top 50 Công ty toàn cầu do Pocket Gamer tổ chức, IGG xếp thứ 17. Vào tháng 5, hãng ra mắt trò chơi mới Lords Mobile tại Bắc Mỹ, đứng TOP 2 trong danh sách iOS F2P của Hoa Kỳ.
Lords Mobile cũng đã giành được giải thưởng "Trò chơi cạnh tranh hay nhất" và giải thưởng Android Excellence năm 2017.	 Năm 2013, IGG chuyển đổi từ một nhà sản xuất "hard-core" thành nhà điều hành "mid-core". IGG cũng thành lập các trung tâm phát triển ở 10 quốc gia và thuê các nhà phát triển từ các quốc gia khác nhau vào năm 2019.	

## Mô hình Free-to-play
Free-to-play, còn được gọi là F2P hoặc FtP, đề cập đến trò chơi điện tử cho phép người chơi truy cập vào một phần đáng kể nội dung của họ mà không phải trả tiền. Kể từ khi thành lập, các trò chơi của IGG theo truyền thống tuân theo mô hình freemium nơi người chơi có thể chơi miễn phí một trò chơi có đầy đủ chức năng nhưng cũng có cơ hội nâng cấp trải nghiệm chơi trò chơi của mình thông qua nhiều giao dịch vi mô. Trong khi những người ủng hộ lập luận rằng trò chơi F2P mang lại cho người chơi nhiều tự do tài chính hơn tùy theo số tiền mà mỗi người chơi muốn chơi, những người chỉ trích hệ thống này cho rằng mô hình F2P ưu ái một cách không công bằng những người chơi chi nhiều hơn cho mỗi trò chơi như được thể hiện trong tất cả các trò chơi thuộc loại này trên tất cả các nền tảng có sẵn.

## Sản phẩm khác
WeGamers Là ứng dụng xã hội được ra mắt vào tháng 6 năm 2016 nhằm giúp người chơi trò chơi IGG kết nối nhiều hơn. Người chơi có thể sử dụng ứng dụng này như một cách để thảo luận về chiến lược trò chơi, kêu gọi người chơi khác khi tham chiến hoặc chỉ đơn giản là trò chuyện như bất kỳ ứng dụng xã hội nào khác. Link Messenger là ứng dụng nhắn tin được ra mắt vào tháng 12 năm 2015. Trái ngược với WeGamers, ứng dụng này tương tự như các ứng dụng nhắn tin khác và không nhắm mục tiêu cụ thể đến bất kỳ cộng đồng nào. Wegamers chính thức đóng cửa ngừng cung cấp vào ngày 22 tháng 7 năm 2022.